# Georgia-Pacific Tower
Georgia-Pacific Tower est un gratte-ciel situé à Atlanta (Géorgie, États-Unis), dont la construction s'est achevée en 1982. 
Il est le sixième plus haut gratte-ciel de la ville d'Atlanta. L'immeuble mesure 212 mètres et possède 52 étages.
L'immeuble fut dessiné par la firme d'architecte Skidmore, Owings and Merrill.  
Le siège social de la société Georgia-Pacific est situé dans ce bâtiment.